# 佐迪·阿馬特
霍尔迪·阿马特·马斯（西班牙語：Jordi Amat Maas)；1992年3月21日—）是出生于西班牙的印尼足球運動員，在場上的位置是中後衛。他現在效力於马来西亚超级足球联赛球隊柔佛DT。

## 荣誉

### 俱乐部
柔佛DT
- 马来西亚超级足球联赛冠军：2022
- 马来西亚足总杯冠军：2022
- 马来西亚杯冠军：2022
- 马来西亚慈善盾冠军：2023

### 国家队
西班牙U-17
- 國際足協U-17世界盃季军：2009